# Сэнфорд, Терри
Джеймс Терри Сэнфорд (20 августа 1917 — 18 апреля 1998) — политик Соединённых Штатов и педагог из Северной Каролины.

## Биография
Член Демократической партии, Сэнфорд был шестьдесят пятым губернатором Северной Каролины (1961—1965), двукратным кандидатом в президенты США в 1970-е годы и сенатором США (1986—1993). Сэнфорд был убеждённым сторонником народного образования и внедрил целый ряд реформ и новых программ в школах Северной Каролины и учреждениях высшего образования как губернатор штата, увеличил финансирования на образование и создал фонд Северной Каролины. С 1969 по 1985 год Сэнфорд был президентом Университета Дьюка.
Будучи в юности скаутом (членом отряда Eagle Scouts), Сэнфорд стал агентом ФБР после окончания университета Северной Каролины в Чапел-Хилл в 1939 году. Во время Второй мировой войны он был свидетелем сражений на европейском театре и их участником. После возвращения к мирной жизни после войны, Сэнфорд учился и окончил школу права университета Северной Каролины и начал юридическую карьеру в конце 1940-х годов, вскоре став заниматься политикой. Пожизненный демократ, он был отмечен за его лидерство в защите гражданских прав и образования. Хотя его оппоненты критиковали его как «тратящего налоги» либерала, Сэнфорд остался в истории как крупный общественный деятель Юга после Второй мировой войны.
Умер 18 апреля 1998 года в городе Дарем и был похоронен в Дьюкской часовне на территории университетского кампуса.